# تيخوانا سمولز
تيخوانا سمولز Tijuana Smalls هي علامة تجارية للسجائر المنكهة تم إنتاجها بعد حظر ترويج السجائر على شاشات التلفزيون في الولايات المتحدة والذي وقعه الرئيس ريتشارد نيكسون في عام 1970. تم الترويج لهذه السجائر المعطرة باعتبارها "سجائر صغيرة". احتوت الأغنية الخاصة بالعلامة التجارية على كلمات "تيخوانا سمولز، عشرة للطريق يا حبيبي، بالنسبة لك ربما، تعرفُ من أنت، تعرفُ من أنت". تم كتابة كلمات الأغنية المعدلة بواسطة سوزان دياس كارنوفسكي.
تم ذكر هذه العلامة التجارية للسجائر في كورس أغنية "Shake Hands with Beef" لفرقة بريموس في ألبوم Brown. في منتصف السبعينيات، استخدمت بطاقات التداول الفكاهية "واكي باكيجز" محاكاة ساخرة تسمى "روائح تيخوانا" بين ملصقاتها. وفقًا لمقال في صحيفة نيويورك تايمز، تم تقديم العلامة التجارية في بوسطن في 12 يناير 1970 من قبل شركة السجائر العامة [الإنجليزية]. تم تيسير التقديم من قبل شركة أوجيلفي آند ماذر.